# Биківський склозавод
Биківський склозавод — підприємство скляної промисловості у смт. Биківка, Романівського району, Житомирської області, в Радянський час та в середині 90-х рр. XX ст. було одним з провідних підприємств у районі. З 2007 року завод є інвестиційним проектом. Територія становить 7,38 гектарів.

## Історія
- Склозавод був заснований в 1852 році Ігнатом Карповичом Можаровським, який побудував невеличке підприємство, що випускало посуд для домашнього вжитку. Завод за часів СРСР забезпечував роботою понад 700 жителів Биківки та навколишніх сіл. За радянського періоду головною продукцією заводу був медичний посуд. Після розпаду союзу, коли Україна оголосила себе незалежною державою, завод змінив профіль виробництва та почав випускати тару для алкогольних напоїв. З початку 90-х років завод втратив ринок збуту і почав занепадати. Чвари та судові тяганини співвласників припинили діяльність заводу.
- Биківський склозавод був другим найбільшим склоробним підприємством області за прибутками та кількістю робітників після Романівського склозаводу флагмана склоробної галузі Житомирської області та навіть України.
- Продукція підприємства знана в Україні та Росії і інших країнах СНД.
- З кожним роком розширювався, реконструювався завод. Разом з ним оновлювалося і молоділо селище поліських склоробів. Будувалися нові й нові три та дво- поверхові будинки які прикрашали вулиці Биківки. У Биківці по-справжньому дбали про людину праці, задоволення її повсякденних запитів і потреб. До послуг робітників були — чудовий Будинок культури, дві бібліотеки, побутова майстерня, де можна було полагодити взуття, пошити костюм чи сукню, відремонтувати телевізор чи приймач. Великий вибір товарів мешканцям пропонували господарський, продовольчий, овочевий, комісійниймагазини, культмаг, працювали їдальні. Є в селищі і своя АТС, Відділення зв'язку, ощадна каса та ін.
- Після розпаду СРСР Биківський склозавод, який був заводом всесоюзного значення, внаслідок втрати зв'язків і ринку збуту став занепедати. Різко зменшився обсяг замовлень, скоротилосявиробництво. Це стало причиною неритмічної роботи підприємства. Зрештою підтриємство зупинилося.

## Продукція
- Скляні тари для спиртних та безалкогольних напоїв.

## Минуле та сьогодення
В минулому виготовляв медичну тару, а з приватизацією підприємства компанією «Артеміда» почав виробляти тару під алкогольні напої. Після зупинки виробництва, власники, відмовились від нього. Першим кроком в знищенні підприємства було продаж акцій робітниками, після чого власник контрольного пакету почав продавати підприємство від найменшої дрібниці. Сьогодні від заводу зостались самі руїни. За часів німецько-радянської війни завод не припиняв виробництво. На сьогодні майже всі господарські приміщення розвалено. Завод є інвестиційним проектом по створенні нового скловарного заводу.

## Адреса та контакти
Смт. Биківка, Романівський район, Житомирська область, вулиця Леніна, 1; індекс: 13012.